# Lichnov (okres Bruntál)
Lichnov (německy Lichten) je obec ležící v okrese Bruntál. Má přibližně 1 100 obyvatel a její území má rozlohu 2 728 ha. Obec je součástí sdružení Mikroregion Krnovsko.

## Poloha
Obec Lichnov sousedí na severozápadě se Zátorem a Branticemi, na severovýchodě s Býkovem-Láryšovem, na východě s Brumovicemi, na jihovýchodě se Sosnovou, na jihu s Horním Benešovem a Razovou a na západě s Miloticemi nad Opavou. Od okresního města Bruntál je vzdálena 12 km a od krajského města Ostrava 51,5 km.
Geomorfologicky patří Lichnov k provincii Česká vysočina, subprovincii Krkonošsko-jesenické (Sudetské), oblasti Jesenické (Východosudetské) (geomorfologický celek Nízký Jeseník, podcelek Brantická vrchovina). Nejvyšších poloh – přes 630 m n. m. – dosahuje území obce na západě na svahu Velkého Tetřeva (674 m n. m.) již v Miloticích nad Opavou; výraznějšími kopci jsou například Kukačka (517 m n. m.), Burdák (505 m n. m.), Na hranici (514 m n. m., u Brantic).
Území Lichnova patří do povodí Odry, resp. Opavy. Lichnovem protéká směrem z jihozápadu na severovýchod říčka Čižina, která ve vsi přibírá především zleva několik menších toků, zejména Tetřevský potok pramenící pod Velkým Tetřevem a Lichnovský potok. Pod Dubnicí pramení a na severovýchod odtéká Hájnický potok.
Území obce pokrývá z 56,5 % zemědělská půda (28 % orná půda, 27 % louky a pastviny), z 35,5 % les a z 7,5 % zastavěné a ostatní (např. průmyslové) plochy.

## Obecní správa a politika
Správu nad obcí vykonává obecní zastupitelstvo v čele se starostou. Je voleno v komunálních volbách na čtyři roky a má 9 členů. 

### Správní území
Obec leží v Moravskoslezském kraji s 300 obcemi ve Slezsku v okrese Bruntál s 67 obcemi, má status obce s rozšířenou působností a obce s pověřeným obecním úřadem je součástí správního obvodu Krnov s 25 obcemi. Skládá se s 2 katastrálního území a 2 části obce.

### Části obce
- Lichnov (k. ú. Lichnov u Bruntálu)
- Dubnice (k. ú. Dubnice)

## Obecní symboly
Obec má tyto následující symboly :
- Vlajka – skládá se ze tří vodorovných pruhů v poměru 5:14:5 v barvách modrá a žlutá, v prostředním modrém pruhu je žlutý vinný hrozen se dvěma listy, z něhož vyrůstají na stoncích se dvěma lístky k žerdi osmilistý květ a k vlajícímu okraji žalud, vše je žluté. Poměr šířky k délce listu je 2:3.

- Znak – V ploše modrého štítu je vinný hrozen se dvěma listy, z něhož vyrůstají na stoncích se dvěma lístky vpravo osmilistý květ, vlevo žalud, vše je zlaté.

## Název
Vesnice byla na počátku pojmenována německy Lichtenau ("světlá niva"). Jméno vyjadřovalo prosvětlené místo v hustém porostu. Od 16. století se v němčině užívala zkrácená podoba Lichten. Do češtiny bylo jméno převedeno až v 19. století v podobě Lichnov.

### Názvy existujících a zaniklých částí
- Česky Lichnov (1869 Lichnow), německy Lichten,[6] polsky Lichnów.
  - Česky Dolní Mlýn, německy Niedermühle.
  - Česky Kukačka, německy Kuckuck.
  - Česky Větrný Mlýn, německy Windmühle.
- Česky Dubnice (Dubnice v jednotném čísle; dříve "Holubovice"), německy Taubnitz, polsky Dubnica.
  - Česky Velislav, německy Filzlaus.

## Historie

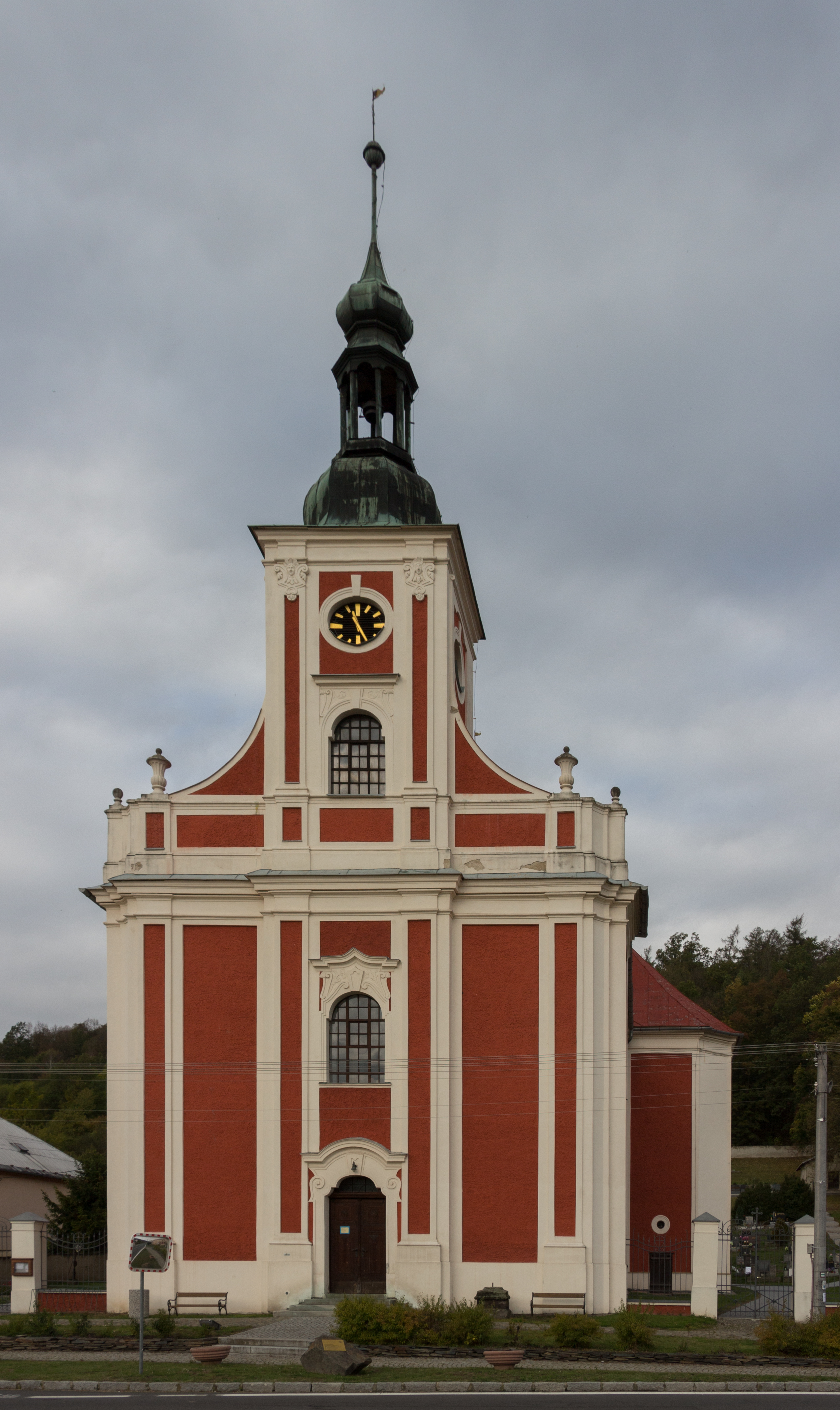
Kostel svatého Mikuláše

První písemná zmínka o obci pochází z roku 1340. Jejím prvním majitelem byl Přesek z Lichnova. Nacházela se zde vodní tvrz, která byla zbudovaná na návrší, byla však zničena za třicetileté války. V roce 1498 získal Lichnov zemský sudí Krnovského knížectví Hanuš z Voštic, který jej vyženil díky své manželce Žofii z Drahotuš. Jeho synové a jejich potomci používali jméno Lichnovští z Voštic. Mezi 15. a 16. stoletím se de těžilo zlato, železo a olovo. V roce 1622 zadlužené lichnovské panství prodal Jan Václav Lichnovský z Voštic krnovské komoře.. Následně se stali Lichnov a Dubnice majetkem Lichtenštejnů. Od roku 1755 se zde nachází kostel sv. Mikuláše.

## Vývoj počtu obyvatel
Počet obyvatel celé obce Lichnov podle sčítání nebo jiných úředních záznamů:
| Rok            | 1869 | 1880 | 1890 | 1900 | 1910 | 1921 | 1930 | 1939 | 1950 | 1961 | 1970 | 1980 | 1991 | 2001 |
| -------------- | ---- | ---- | ---- | ---- | ---- | ---- | ---- | ---- | ---- | ---- | ---- | ---- | ---- | ---- |
| Počet obyvatel | 2283 | 2314 | 2367 | 2253 | 2267 | 2047 | 2320 | 1926 | 1149 | 1186 | 1158 | 1082 | 1049 | 1090 |

1. ↑  z toho: 8 Čechoslováků, 2287 Němců; 2281 řím. kat., 36 evang., 3 izrael.
2. ↑  z toho: 1 039 Čechů, Moravanů a Slezanů, 34 Slováků, 3 Němci, 8 Poláků; 285 řím. kat., 2 čsl. hus., 7 evang., 770 bez vyzn.

V celé obci Lichnov je evidováno 357 adres, vesměs čísla popisná (trvalé objekty). Při sčítání lidu roku 2001 zde bylo napočteno 326 domů, z toho 245 trvale obydlených.
Počet obyvatel samotného Lichnova podle sčítání nebo jiných úředních záznamů:
| Rok            | 1869 | 1880 | 1890 | 1900 | 1910 | 1921 | 1930 | 1939 | 1950 | 1961 | 1970 | 1980 | 1991 | 2001 |
| -------------- | ---- | ---- | ---- | ---- | ---- | ---- | ---- | ---- | ---- | ---- | ---- | ---- | ---- | ---- |
| Počet obyvatel | 2003 | 2060 | 2103 | 2003 | 2015 | 1773 | 2057 | 1677 | 1002 | 1042 | 1032 | 926  | 920  | 953  |

1. ↑  z toho: 5 Čechoslováků, 2028 Němců; 2033 řím. kat., 21 evang., 3 izrael.

V samotném Lichnově je evidováno 307 adres. Při sčítání lidu roku 2001 zde bylo napočteno 282 domů, z toho 213 trvale obydlených.

## Kultura a sport
V obci se nachází Muzeum vidlí a muzeum historie obce v Obecním domě s výstavními prostory, herna bowlingu, tenisový kurt, multifunkční hřiště s umělým trávníkem v areálu TJ Sokol Lichnov a tělocvična v rámci budovy Základní školy.

## Vybavenost
Nachází se zde Základní a mateřská škola s jídelnou a družinou, dětský domov, obchod s potravinami (pobočka Hrušky) a Enapo, praktický a zubní lékař, restaurace, autoservis, pošta, pálenice, kostel, hřbitov, je zajištěn pravidelný svoz komunálního a tříděného odpadu, zavedena je také elektrická energie, kanalizace, vodovod a plynovod.

## Doprava
Obci prochází silnice II/459.

## Zajímavosti
V roce 2014 byl v obci obnoven minerální pramen, který vyvěrá na místní komunikaci východně od Kulturního domu čp. 378. Aktuální rozbory vody lze nalézt na stránkách obce www.obeclichnov.cz.

## Pamětihodnosti
- Kostel sv. Mikuláše je kulturní památka ČR.[13]
- Větrný mlýn u čp. 344
- Kostel sv. Antonína Paduánského v Dubnici je kulturní památka ČR.[14]
- Lichnovská kyselka

## Významní rodáci
- Anna Köhler (1890–1957), sudetoněmecká prozaička a dramatička

## Galerie

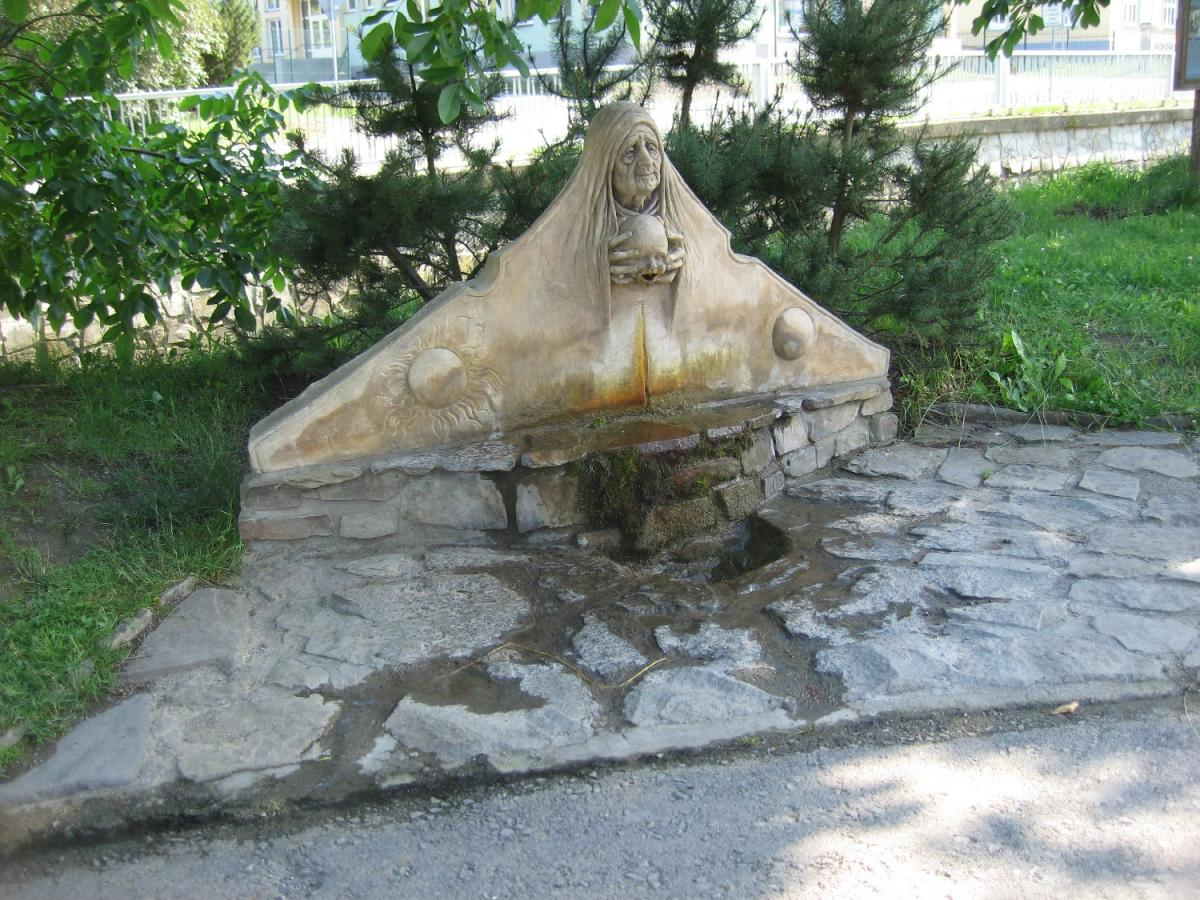
Lichnovská kyselka
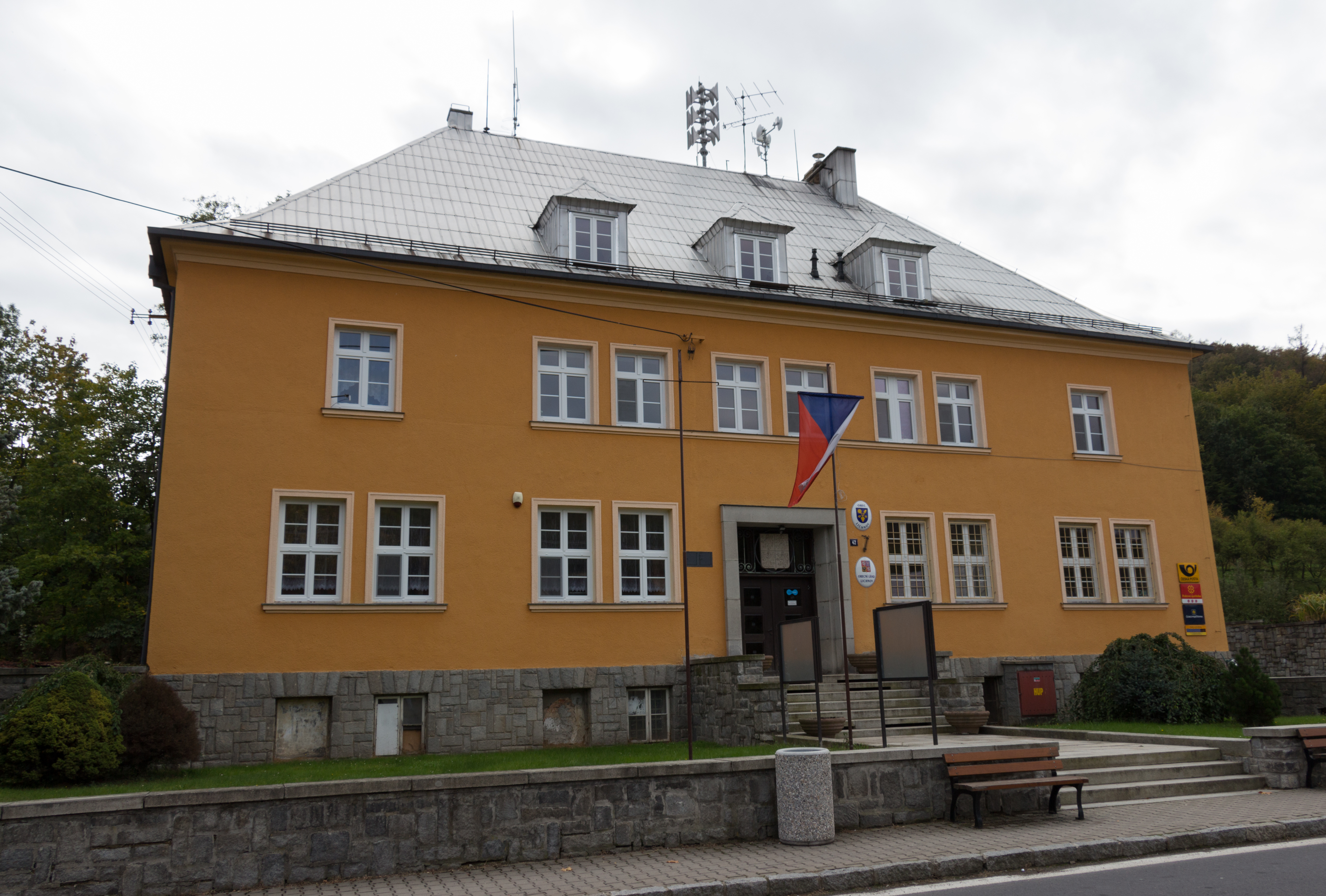
Obecní úřad
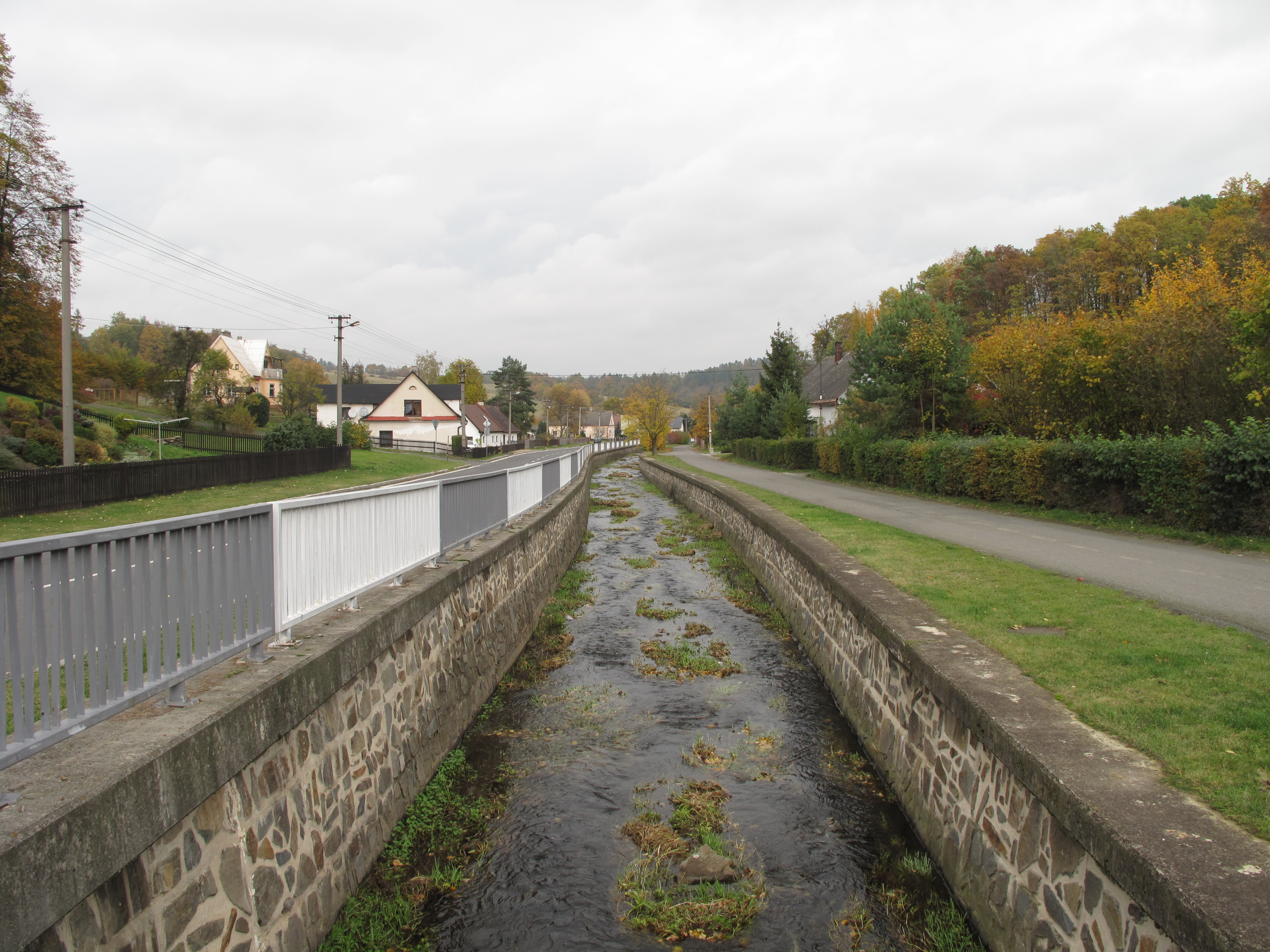
Čižina